# Cis-trans izomerie

cis-2-buten,
(2Z)-but-2-en

trans-2-buten,
(2E)-but-2-en

Cis-trans izomerie, cis/trans izomerie (také geometrická izomerie, konfigurační izomerie či E/Z izomerie) v organické chemii označuje stereoizomerii popisující orientaci funkční skupiny v molekule.
Cis-trans izomery jsou stereoizomery, tedy páry molekul, které mají stejný vzorec, ale jejichž funkční skupiny jsou v různých orientacích v trojrozměrném prostoru. Nejčastěji takové izomery obsahují dvojné vazby, které nemohou rotovat. Mohou však také vystupovat z kruhových struktur, kde je rotace vazeb silně omezena. Izomery cis a trans se vyskytují jak u organických molekul, tak u anorganických koordinačních komplexů. Cis a trans izomery se často liší chemickými a fyzikálními vlastnostmi, jako je teplota tání, teplota varu, entalpie vazby.
Termíny cis a trans jsou z latinského cis (na stejné straně) a trans (na druhé straně či napříč). Cis-izomery se také označují písmenem Z (z německého Zusammen – spolu) a trans-izomery písmenem E (z německého Entgegen – naproti sobě).
Někdy se pro cis-trans izomerii používá označení „geometrická izomerie“, ale podle IUPAC se považuje za zastaralé synonymum. Někdy se však tento název používá jako synonymum pro obecnou stereoizomerii (například optická izomerie se nazývá geometrickou izomerií).

## Základní pojmy
Cis a trans izomery se liší pouze v tom, že dva substituenty jsou na stejné straně referenční roviny nebo na její opačné straně. Referenční rovina může být definována například dvojnou vazbou nebo cyklickým systémem.
Pro cis-trans izomerii obecně platí následující pravidla:
- Dva substituenty mají cis konfiguraci, pokud jsou na stejné straně referenční roviny.
- Dva substituenty mají trans konfiguraci, pokud jsou na opačné straně referenční roviny.

Tradiční cis-trans notace může být nejednoznačná, pokud existují více než dva substituenty. V tomto případě musí být
kvůli jednoznačnosti zadán referenční substituent nebo musí být použit zápis (Z)-(E) definovaný IUPAC. Pak se berou v
úvahu ty vicinální substituenty,
které mají vyšší prioritu podle Cahn-Ingold-Prelogova pravidla. V tomto případě platí:

Cis-trans isomery kyseliny butendiové

- Dva prioritní substituenty mají konfiguraci (Z-Zusammen), pokud jsou na stejné straně referenční roviny.

Cis-trans isomery dimethylcyklopentanu

- Dva prioritní substituenty mají konfiguraci (E-Entgegen), pokud jsou na opačné straně referenční roviny.Cis-trans isomery dimethylcyklopentanu

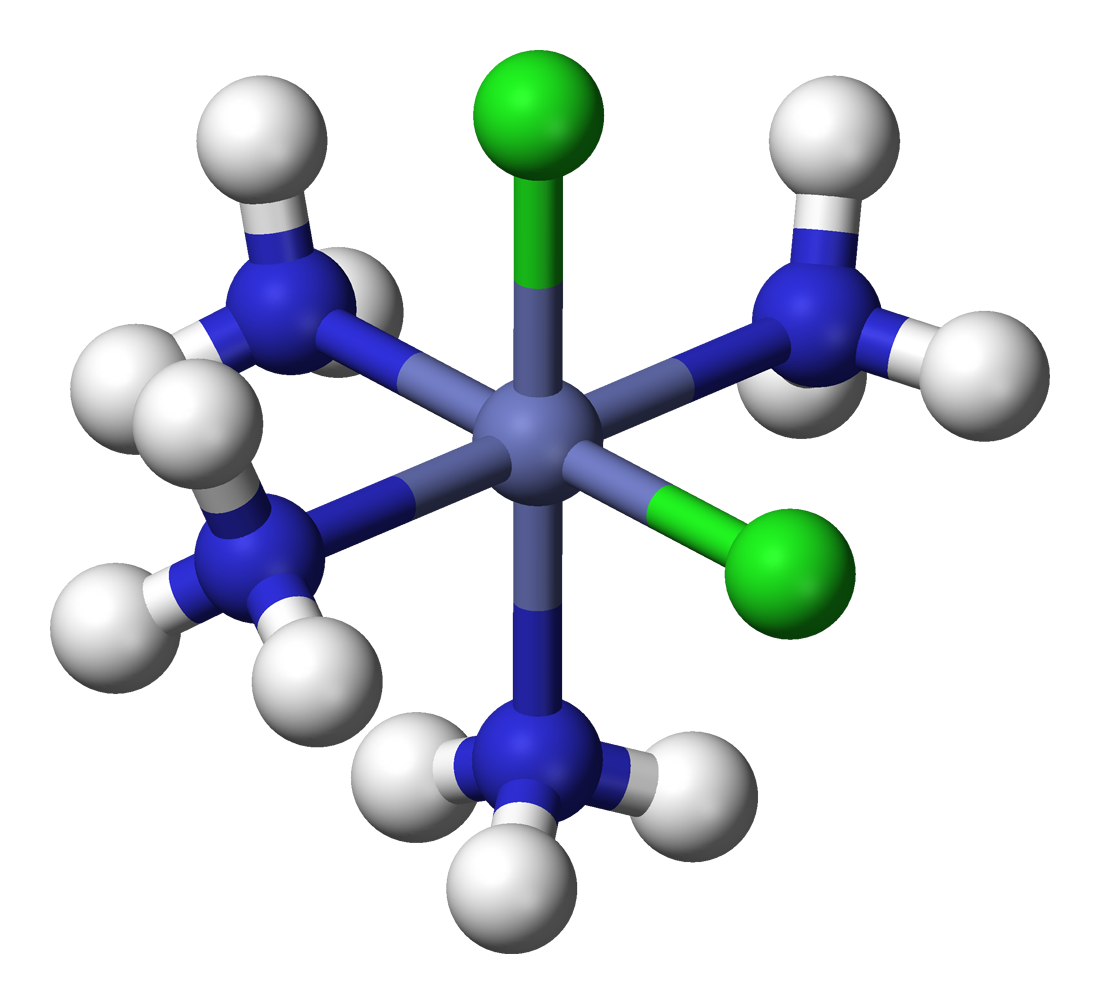
Cis-dichlorotetraamminecobalt

Cis- a trans-platina

Cis- a trans- nebo (Z)- a (E)- jsou označovány jako deskriptory a předcházejí systematickému názvu sloučeniny.

## Cis-transizomerie na dvojných vazbách
Cis-trans izomerie nastává, když atomy dvojné vazby nesou různé substituenty. V tomto případě je referenční rovina na ose dvojné vazby a zároveň stojí kolmo k rovině, ve které leží vazby na substituenty. Jednoduchým příkladem jsou cis-trans izomery kyseliny butendiové, kyselina maleinová a kyselina fumarová.

## Cis-transizomerie v cyklických sloučeninách

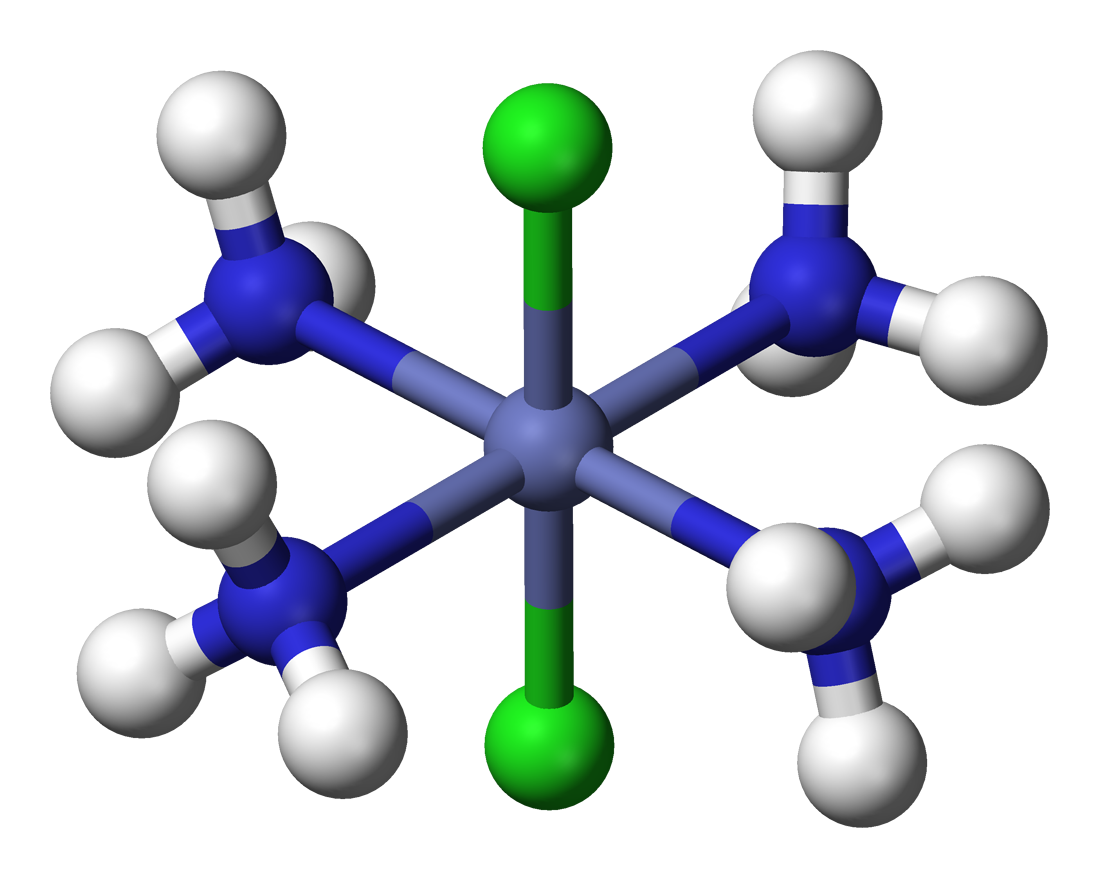
Trans-dichlorotetraamminecobalt

Cis-trans izomerie existuje také v cyklických sloučeninách, které nesou substituenty na různých atomech uhlíku. V tomto případě je referenční rovinou kruh (cyklus), na který jsou substituenty vázány.
Příkladem monocyklické sloučeniny je 1,2-dimethylcyklopentan, kde dva methylové substituenty mohou být na stejné straně referenční roviny (cis forma) nebo na jejich opačných stranách (trans forma).

## Cis-trans izomerie v koordinačních komplexech
V anorganických koordinačních komplexech s rovinným čtvercovým nebo prostorovým osmistěnným uspořádáním existují také cis izomery (podobné ligandy jsou blíž k sobě) a trans izomery (podobné ligandy jsou dál od sebe).
Například existují dva izomery čtvercového rovinného uspořádání Pt(NH3)2Cl2, jak objevil Alfred Werner v roce 1893. U cis izomeru byla v roce 1969 prokázána protinádorová aktivita a nyní je chemoterapeutickým lékem známým pod názvem cisplatina. Naproti tomu trans izomer nemá protirakovinnou aktivitu.
Pro osmistěnné komplexy s obecným vzorcem MX4Y2 (M je atom kovu a X a Y jsou dva různé typy ligandů) existují také dva izomery. Například u cis-[Co(NH3)4 Cl2]+ jsou dva atomy Cl vedle sebe v úhlu 90°, u trans-[Co(NH3)4 Cl2]+ jsou dva atomy Cl na opačných stranách centrálního atomu Co.